# Klubi Futbollit Tirana
El Klubi Futbollit Tirana és un club poliesportiu albanès de la ciutat de Tirana, que competeix a la Kategoria Superiore, el nivell superior del futbol albanès. El club de futbol masculí forma part del club esportiu multidisciplinari SK Tirana, i és el més reeixit d'Albània, havent guanyat 54 trofeus nacionals importants. És l'únic club de futbol d'Albània amb dues estrelles a l'escut després de guanyar el seu 20è campionat de lliga l'any 2003 (cada estrella correspon a deu campionats), el que el converteix en el primer i únic club albanès que ha aconseguit aquesta gesta fins ara. Juguen els seus partits a casa a l'estadi Selman Stërmasi de Tirana.
El club va ser fundat el 15 d'agost de 1920 com Sport Klub Tirana, però va ser rebatejat com a Shoqata e Futbollit Agimi (en anglès: Agimi Football Association) i havia participat en tots els campionats nacionals de primer nivell del futbol albanès fins al 2017. Tanmateix, el seu novè lloc la temporada 2016-17 va donar lloc al primer descens del club a la Primera Divisió albanesa (segon nivell).
El KF Tirana és l'equip albanès amb més èxit a les competicions europees, després d'haver progressat des de la primera ronda en 14 ocasions (una vegada directament per empat, sense jugar) des del seu debut europeu a la Copa d'Europa de 1965–66. Han arribat als vuitens de final de la competició europea quatre vegades, incloent tres vegades a la Copa d'Europa (ara Lliga de Campions) durant la dècada de 1980. El club també té el rècord històric del club albanés més alt segons IFFHS, després d'haver ocupat el lloc 31 del món el 1987 després de la seva campanya 1986–87. KF Tirana és membre de l'ECA.

## Història
Evolució del nom:
- 1920: Agimi Sports Association
- 1927: Sportklub Tirana
- 1947: KS 17 Nëntori Tirana
- 1952: Puna Tirana
- 1957: KS 17 Nëntori Tirana
- 1991: Sportklub Tirana
- 2005: KF Tirana

## Palmarès
- Lliga albanesa de futbol (24):
  - 1930, 1931, 1932, 1934, 1936, 1937, 1965, 1966, 1968, 1970, 1982, 1985, 1988, 1989, 1995, 1996, 1997, 1999, 2000, 2003, 2004, 2005, 2007, 2009

- Copa albanesa de futbol (14):
  - 1939, 1963, 1976, 1977, 1983, 1984, 1986, 1994, 1996, 1999, 2001, 2002, 2006, 2011

- Supercopa albanesa de futbol (8):
  - 1994, 2000, 2002, 2003, 2005, 2006, 2007, 2009

## Futbolistes destacats
| N. | Pos. | Nac. | Jugador           |
| -- | ---- | --- | ----------------- |
| —  | DEF  | [[Fitxer:Flag of Albania.svg\|23x15px\|border \|alt=Albània\|link=Selecció de futbol d'Albània\|{{#if:\|]]     | Nevil Dede        |
| —  | DEF  | [[Fitxer:Flag of Albania.svg\|23x15px\|border \|alt=Albània\|link=Selecció de futbol d'Albània\|{{#if:\|]]     | Rudi Vata         |
| —  | DEF  | [[Fitxer:Flag of Albania.svg\|23x15px\|border \|alt=Albània\|link=Selecció de futbol d'Albània\|{{#if:\|]]     | Krenar Alimehmeti |
| —  | DEF  | [[Fitxer:Flag of Colombia.svg\|23x15px\|border \|alt=Colòmbia\|link=Selecció de futbol de Colòmbia\|{{#if:\|]] | Diomedes Pena     |
| —  | MIG  | [[Fitxer:Flag of Albania.svg\|23x15px\|border \|alt=Albània\|link=Selecció de futbol d'Albània\|{{#if:\|]]     | Mirel Josa        |
| —  | MIG  | [[Fitxer:Flag of Albania.svg\|23x15px\|border \|alt=Albània\|link=Selecció de futbol d'Albània\|{{#if:\|]]     | Shkelqim Muça     |
| —  | MIG  | [[Fitxer:Flag of Hungary.svg\|23x15px\|border \|alt=Hongria\|link=Selecció de futbol d'Hongria\|{{#if:\|]]     | Zoltan Kenesei    |
| —  | MIG  | [[Fitxer:Flag of Albania.svg\|23x15px\|border \|alt=Albània\|link=Selecció de futbol d'Albània\|{{#if:\|]]     | Redi Jupi         |
| —  | MIG  | [[Fitxer:Flag of Albania.svg\|23x15px\|border \|alt=Albània\|link=Selecció de futbol d'Albània\|{{#if:\|]]     | Ervin Skela       |
| —  | DAV  | [[Fitxer:Flag of Albania.svg\|23x15px\|border \|alt=Albània\|link=Selecció de futbol d'Albània\|{{#if:\|]]     | Luan Daci         |

| N. | Pos. | Nac. | Jugador        |
| -- | ---- | --- | -------------- |
| —  | DAV  | [[Fitxer:Flag of Albania.svg\|23x15px\|border \|alt=Albània\|link=Selecció de futbol d'Albània\|{{#if:\|]]                        | Arben Minga    |
| —  | DAV  | [[Fitxer:Flag of Albania.svg\|23x15px\|border \|alt=Albània\|link=Selecció de futbol d'Albània\|{{#if:\|]]                        | Riza Lushta    |
| —  | DAV  | [[Fitxer:Flag of Albania.svg\|23x15px\|border \|alt=Albània\|link=Selecció de futbol d'Albània\|{{#if:\|]]                        | Devis Mukaj    |
| —  | MIG  | [[Fitxer:Flag of Albania.svg\|23x15px\|border \|alt=Albània\|link=Selecció de futbol d'Albània\|{{#if:\|]]                        | Klodian Duro   |
| —  | DAV  | [[Fitxer:Flag of Albania.svg\|23x15px\|border \|alt=Albània\|link=Selecció de futbol d'Albània\|{{#if:\|]]                        | Augustin Kola  |
| —  | DAV  | [[Fitxer:Flag of Albania.svg\|23x15px\|border \|alt=Albània\|link=Selecció de futbol d'Albània\|{{#if:\|]]                        | Alban Bushi    |
| —  | DAV  | [[Fitxer:Flag of Albania.svg\|23x15px\|border \|alt=Albània\|link=Selecció de futbol d'Albània\|{{#if:\|]]                        | Indrit Fortuzi |
| —  | DAV  | [[Fitxer:Flag of Albania.svg\|23x15px\|border \|alt=Albània\|link=Selecció de futbol d'Albània\|{{#if:\|]]                        | Altin Rraklli  |
| —  | DEF  | [[Fitxer:Flag of the Netherlands.svg\|23x15px\|border \|alt=Països Baixos\|link=Selecció de futbol dels Països Baixos\|{{#if:\|]] | Jan Veenhof    |

## Honors
El Tirana és el club més reeixit i condecorat d'Albània, amb 26 títols de lliga, un rècord nacional. El primer trofeu del club va ser també el primer Campionat Nacional d'Albanès, celebrat el 1930, que també va ser la primera competició oficial de futbol del país. El club també té el rècord de copes d'Albanesa (16) i de Supercopes d'Albanesa (12). El trofeu més recent del club va ser la Supercopa d'Albania de 2022, guanyada el 7 de desembre de 2022.